# Marstall Putbus

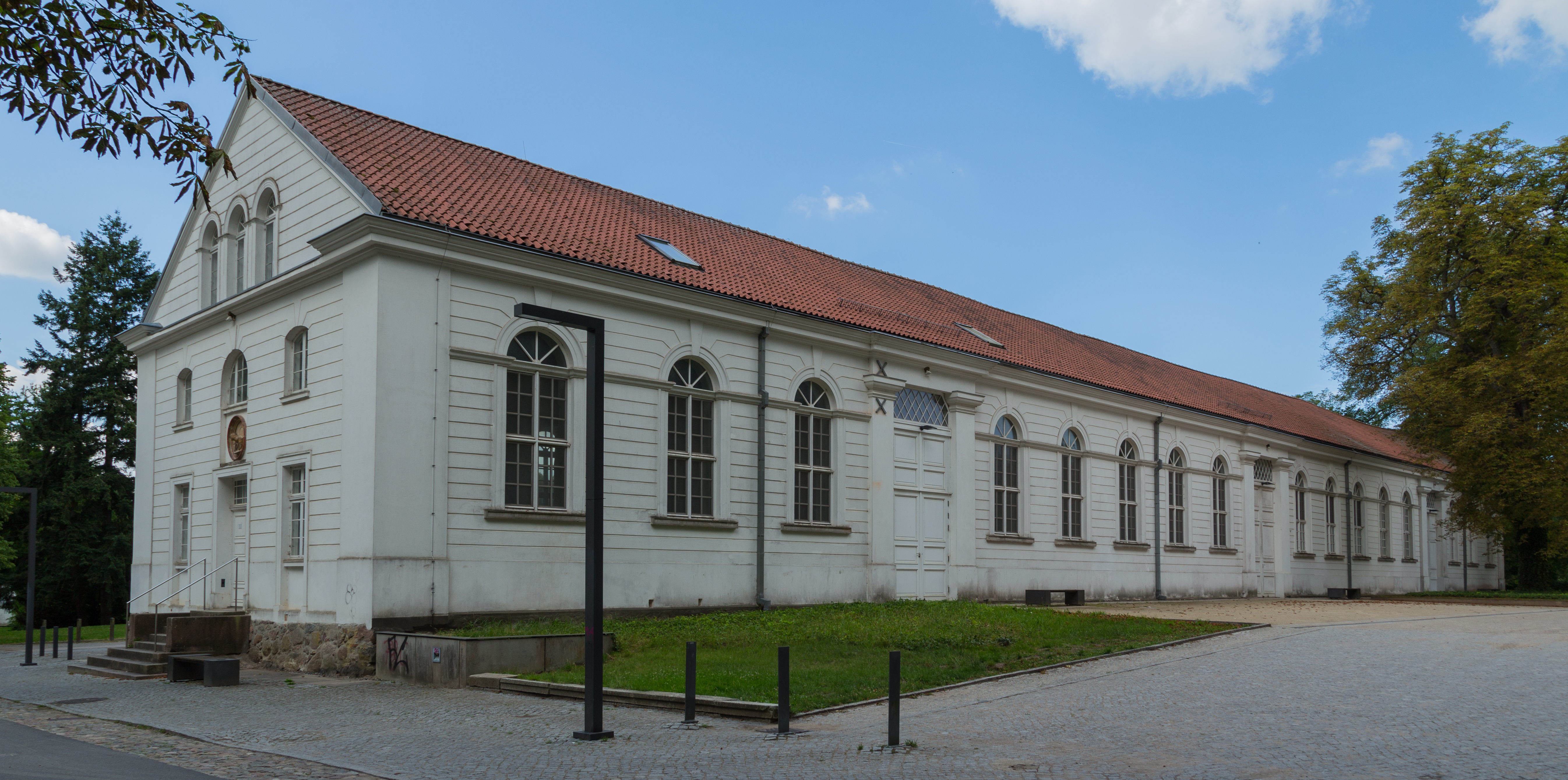

Der Marstall Putbus in Putbus im Schlosspark, (Rügen, Mecklenburg-Vorpommern) stammt von 1824. Er wird heute im Sommer als Spielstätte der Festspiele Mecklenburg-Vorpommern genutzt.
Das Gebäude steht unter Denkmalschutz.

## Geschichte

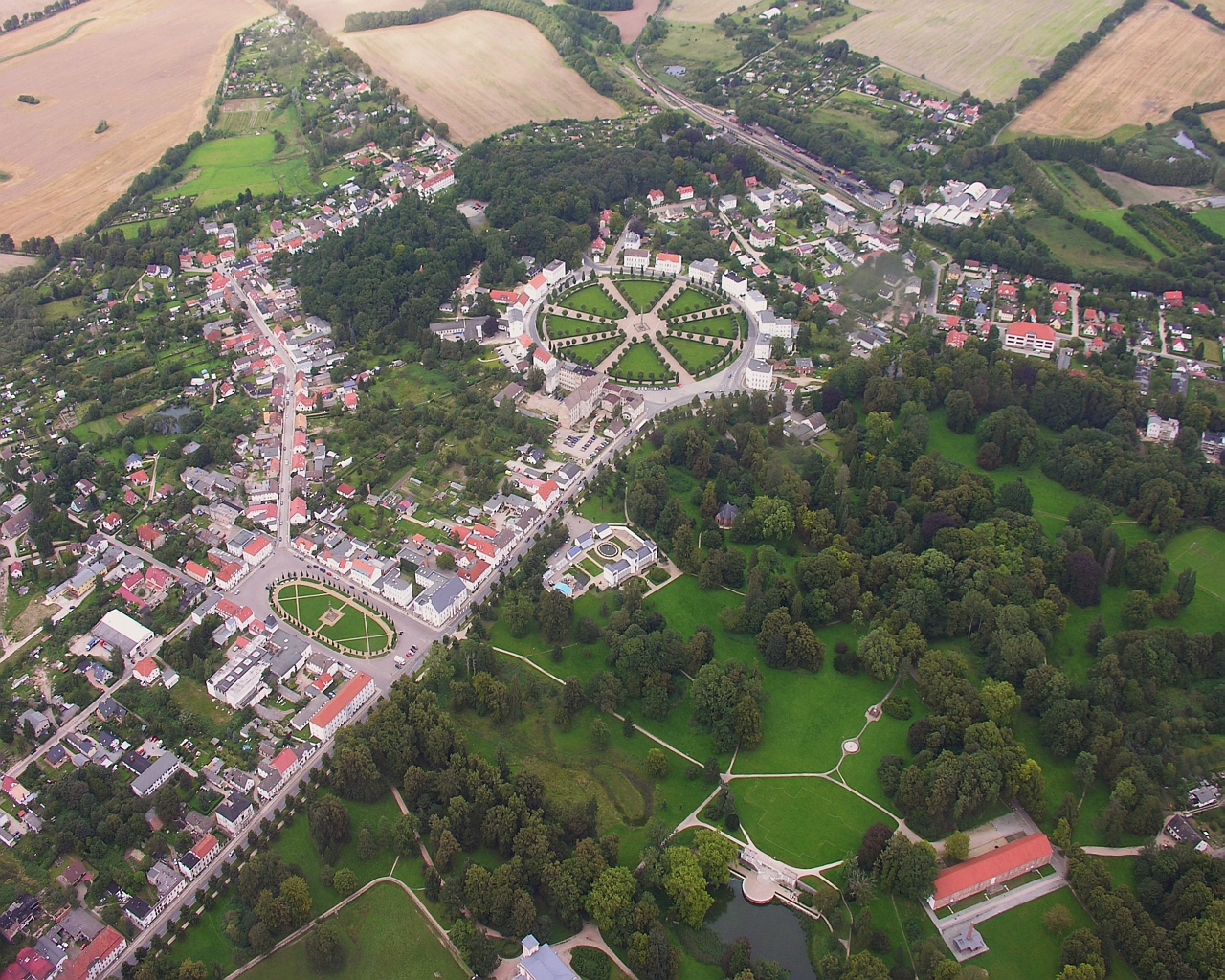
Cirkus, Markt, Schlosspark und unten-rechts der Marstall

Putbus mit 4435 Einwohnern (2019) wurde 1286 erstmals erwähnt. Als Residenzstadt auf Rügen wurde sie 1810 von Wilhelm Malte I. Fürst zu Putbus gegründet.
Der 18-achsige verputzte und verklinkerte klassizistische ehemalige Marstall (Reitstall) mit einem Satteldach, 16 Rundbogenfenstern und drei Rundbogenportalen sowie der Unterkunft des Pferdepflegepersonals an der zweigeschossigen Ostseite wurde von 1821 bis 1824 nach Plänen von Johann Gottfried Steinmeyer für Fürst Malte zu Putbus beim Schloss Putbus anstelle eines alten Stalls errichtet. Den östlichen Giebel des Gebäudes schmückt ein Tondo mit Pferderelief. Von 1824 bis 1853 folgte die Orangerie Putbus. Der Marstall diente teilweise auch zu Wohnzwecken und als Theaterwerkstatt.
Nach 1945 verfiel das Gebäude. Nach der Wende sollte der Marstall 1990, stark geschädigt, eine neue Nutzung als Sommertheater, Musikstätte und Ausstellungsgebäude erhalten. Baustellenkonzerte in den 1990er Jahren erweckten die Aufmerksamkeit für das Haus. Es wurde im Rahmen der Städtebauförderung in den 1990er (Bausicherung) und 2000er Jahren bis 2009 in Teilabschnitten saniert und dabei innen ausgebaut und die Akustik verbessert. Das Rossini-Opernfestival Rügen fand bereits in den 1990er Jahren unter organisatorischer und künstlerischer Beratung von Rüdiger Krüger statt. In schwierigen Gesprächen gelang es, dass das Haus zu einer Spielstätte der Festspiele Mecklenburg-Vorpommerns wurde.
Steinmeyer hat auf Rügen zudem u. a. das Pädagogium Putbus, das Haus Circus 8, das Haus Circus 13, das Jagdschloss Granitz (mit Schinkel), das Gut Gobbin in Lancken-Granitz, das Badehaus Goor in Lauterbach und das zerstörte Schloss Putbus geplant.

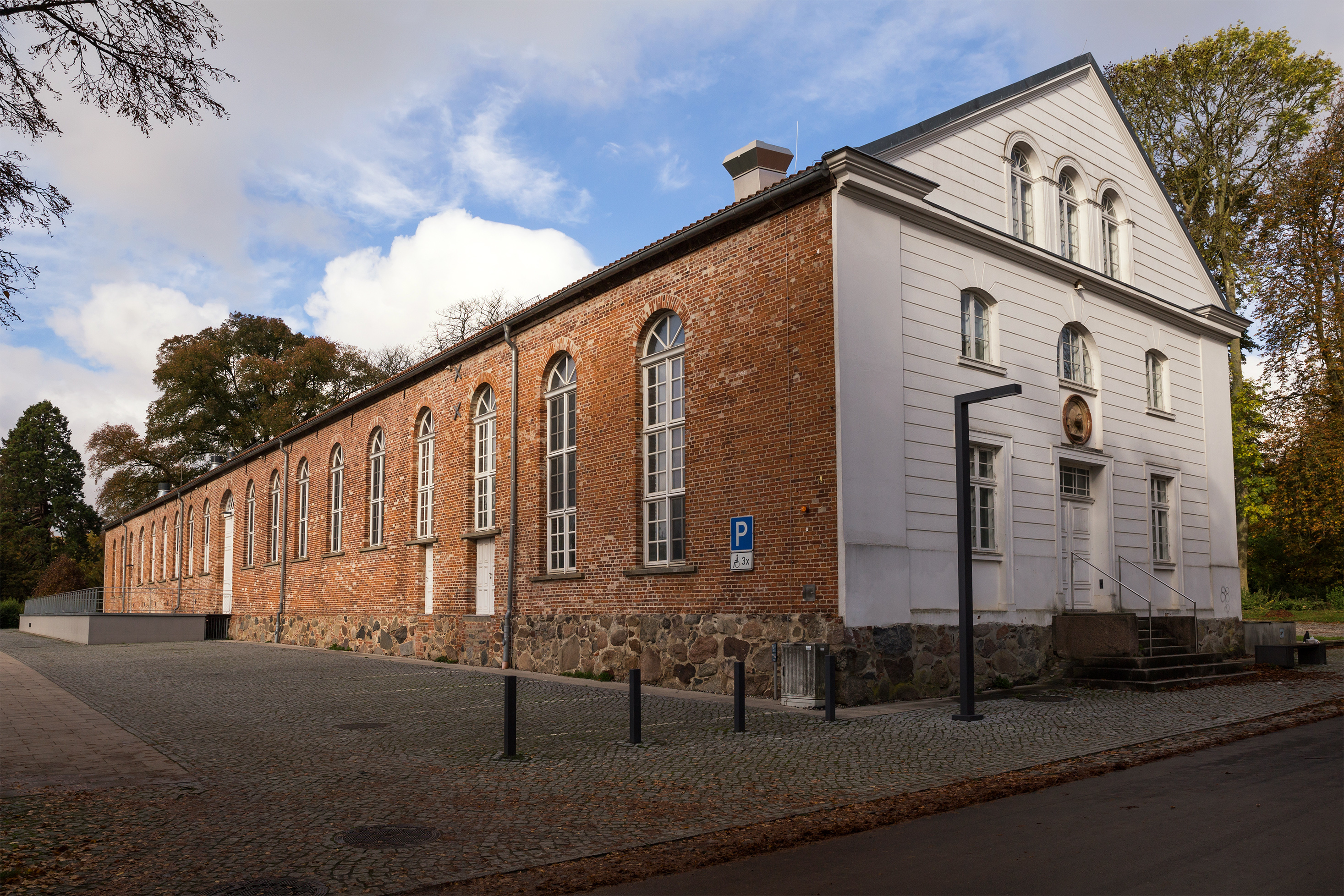
Süd- und Ostseite
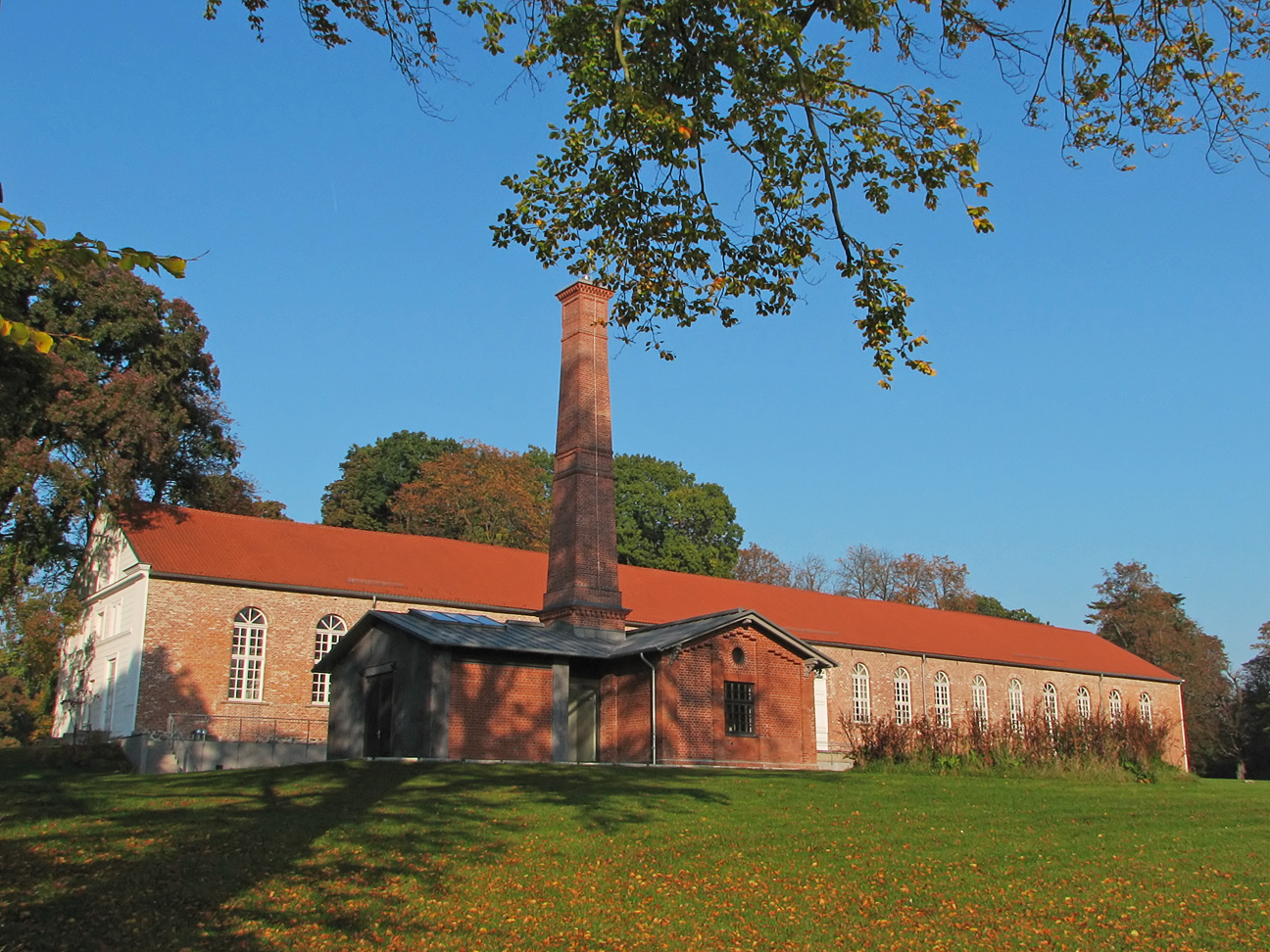
Südseite mit alter Schmiede
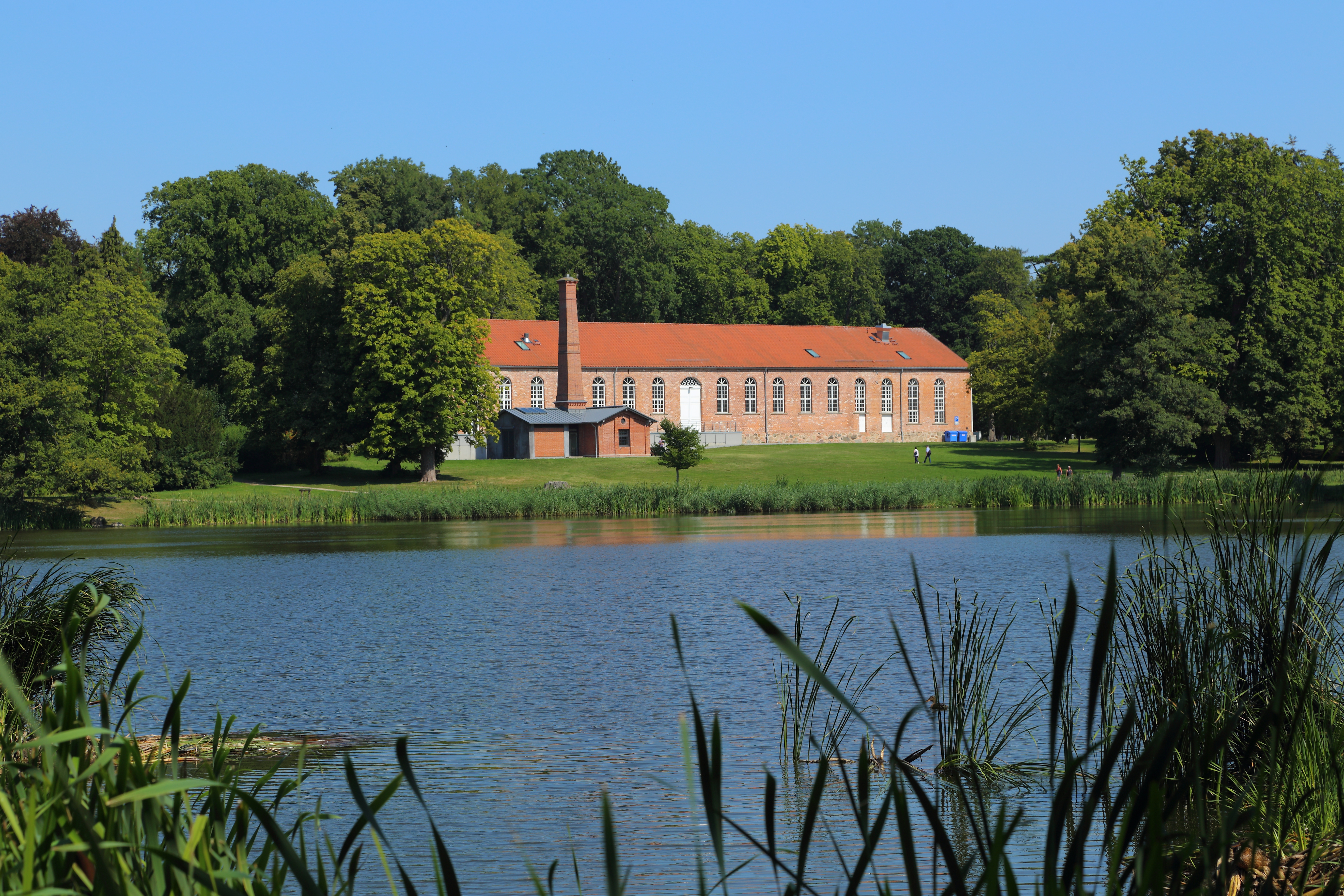
Park
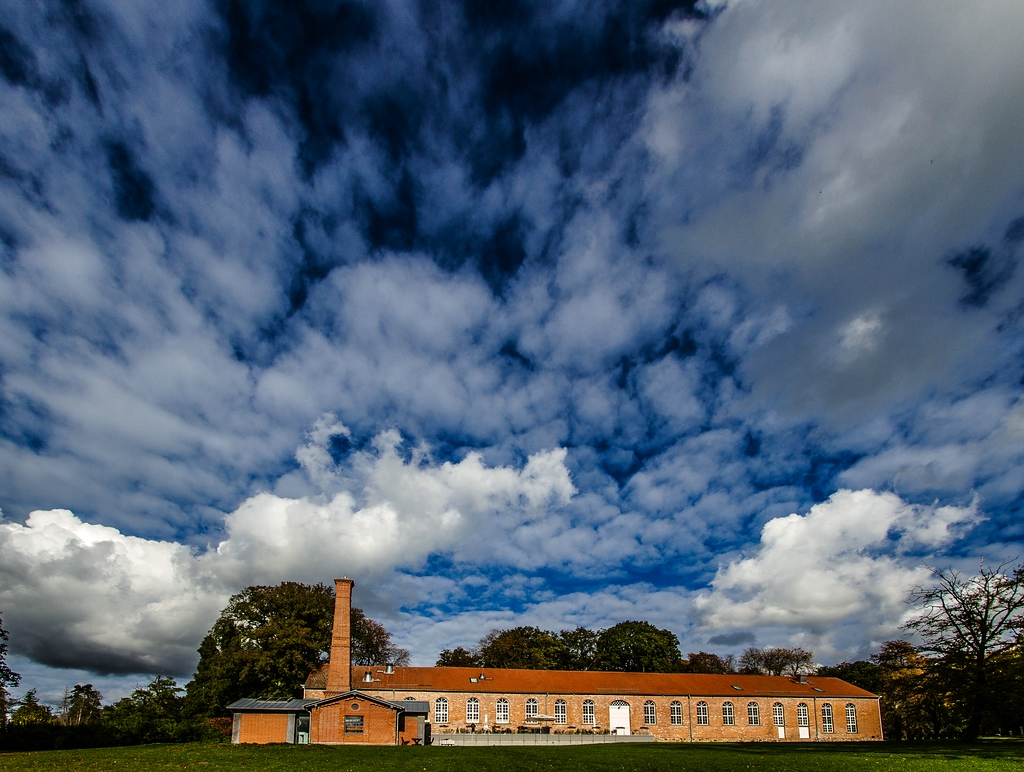
Park